# حزب العمل والاشتراكية
حزب العمل والاشتراكية (بالصومالية: Hawl iyo Hantiwadaag)‏ كان حزبًا يساريًا صغيرًا في الصومال. أسسه عبد العزيز نور حرسي المحامي المتعلم في مصر وإيطاليا. تم تعيين بعض أعضائه القياديين في مناصب عليا من قبل النظام العسكري.